# オルネット
株式会社オルネットは、愛媛県今治市八町に本社を置くタオル製品の企画などを行う企業。

## 概要
2000年7月に森清タオルの商品企画を行う企業として設立。当初、森清タオル社内における製品企画部門の新設が検討されたが、タオルメーカーの一部門として製品を企画すると、タオルの作り手の目線で仕事をしてしまい、新味のある事業展開にならないとの理由から新会社設立が選択された。代表者には森清タオル社長の妻である森和子が就任した。きっかけは、森清タオル社長（森和子社長の夫）の「タオル業界で生き残るためには男性だけでなく、これからは女性の感性が必要だ」との一言であった。
ベビー用品をはじめ、生活雑貨などに使える布巾、ファッションアイテムとしてのストールなどを商品化しており、おもに5つのブランドのラインを展開している。
設立時は森清タオルの織機を動かしたいという思いからタオルの生産から販売までを森清タオルなどグループ企業内で一貫しておこなっていた。現在は森清タオルは仕上工程の縫製に作業を集中させ、タオル生産については今治市内のタオルメーカー10～12社に委託している。

## 事業所
- 今治本社 -  愛媛県今治市八町西2-4-8
- 東京営業所 - 東京都渋谷区初台2-27-5 初台ロイヤルマンション201

## 沿革
- 2000年 - 森清タオルの商品企画を行う企業として「有限会社オルネット」設立。本社ショップORUNETオープン。
- 2002年10月 - 「ニューヨーク・ホームテキスタイルショー」においてホームアパレル部門で「タオル地のペット用衣服」がグランプリ受賞[6]。
- 2003年
  - 東京営業所を開設[7]。
  - 全国商工会議所女性会連合会が選ぶ「女性企業家大賞」のスタートアップ部門で特別賞を受賞[1]。
- 2009年9月 - 自社ショップ「ORUNET」が松坂屋銀座店にオープン[8]。。
- 2012年3月 - 松坂屋銀座店の 自社ショップ「ORUNET」閉店[9]。。
- 2015年 - 「株式会社オルネット」商号変更。

## 関連会社
- 森清タオル株式会社（タオルの製造・販売など）